# Li Donghua (taekwondo)
Li Donghua (10 de noviembre de 1987) es una deportista china que compitió en taekwondo. Ganó una medalla de oro en los Juegos Asiáticos de 2014, y una medalla de oro en el Campeonato Asiático de Taekwondo de 2014.

## Palmarés internacional
| Juegos Asiáticos    | Juegos Asiáticos        | Juegos Asiáticos | Juegos Asiáticos |
| Año                 | Lugar                   | Medalla          | Categoría        |
| ------------------- | ----------------------- | ---------------- | ---------------- |
| 2014                | Incheon (Corea del Sur) | Medalla de oro   | +73 kg           |
| Campeonato Asiático |                         |                  |                  |
| Año                 | Lugar                   | Medalla          | Categoría        |
| 2014                | Taskent (Uzbekistán)    | Medalla de oro   | +73 kg           |